# Inflación objetivo
Inflación objetivo (en inglés Inflation Targeting) se refiere a una estrategia de política monetaria para controlar la inflación en donde el Banco central proyecta y publica una tasa de inflación proyectada o "target", y luego intenta dirigir la inflación real hacia la meta propuesta mediante el uso de variaciones del tipo de interés y otros instrumentos monetarios.
En general, contiene cinco elementos principales:
1. Un anuncio público por parte de las autoridades monetarias, del objetivo de inflación a medio plazo
2. Un compromiso institucional con la estabilidad de precios como objetivo principal de la política monetaria
3. Una estrategia informativa en la cual se incluyen muchas variables —además de los agregados monetarios y el tipo de cambio— en la determinación de los instrumentos y la postura de la política,
4. Una mayor transparencia con el público y los mercados en la comunicación de los planes, objetivos y resoluciones de las autoridades monetarias
5. Una mayor atribución de responsabilidad al banco central, en el cumplimento de sus objetivos de inflación.

## Evidencia empírica
Esta estrategia ha sido utilizada con éxito en muchos países desarrollados y en un número creciente de países menos desarrollados,[cita requerida] incluyendo Brasil, Chile, Colombia, México, Perú, Polonia, República Checa, Sudáfrica, Corea del Sur y Tailandia. [cita requerida]
De acuerdo con un estudio del National Bureau of Economic Research por Fraga, Goldfajn y Minella, el promedio de la inflación correspondiente a ambos grupos de países ha bajado significativamente tras su adopción. En los países desarrollados, la inflación anual promedio se redujo. En los países menos desarrollados, la inflación anual promedio bajó de 13,11%, en la víspera de la adopción de la nueva política, a 8,31%, transcurridos  doce meses desde su implementación.

## Ventajas
Tres ventajas significativas de la Inflación objetivo son: 
- La amplitud de las variables utilizadas en la fijación de la política monetaria.
- Su relativa sencillez para ser comprendida por el público.
- La tendencia a que, con su aplicación, el debate político se circunscriba a aquello que es alcanzable con la política monetaria de un banco central en el largo plazo —controlar la inflación—, y no en lo que no es alcanzable, como, por ejemplo, aumentar el ritmo de crecimiento de la producción, disminuir el desempleo o elevar para lograr competitividad externa.

## Críticas
Tres importantes desventajas de la Inflación objetivo, que han sido señaladas por varios críticos y que son particularmente relevantes para países menos desarrollados, son: 
- El débil grado de responsabilidad del banco central, por lo difícil que resulta controlar la inflación y los rezagos que existen entre la aplicación de la política y la consecución de los resultados.
- La imposibilidad de que con esta estrategia de política monetaria se garantice la disciplina fiscal, que es un requisito clave para su adopción.
- La inestabilidad financiera a la que podría dar lugar la flexibilidad cambiaria requerida por  esta política.